# 벤 10
벤 10(Ben 10)은 카툰네트워크에서 방영중인 만화들 중 하나이다. 후속작으로는 벤 10: 에일리언 포스가 있으며 실사 극장판으로도 나왔다. 대한민국에서도 카툰네트워크를 통해 볼 수 있다.

## 등장인물

### 메인 캐릭터
벤저민 커비 "벤" 테니슨(Benjamin Kirby "Ben" Tennyson)
성우: 타라 스트롱, 유리 로웬탈
성우: 소연(벤10,벤10 옴니버스,벤10 리부트), 김영선(벤10 에일리언 포스,벤10 얼티메이트 에일리언,벤10 옴니버스)
주연: 그레이엄 필립스, 라이언 켈리
벤 10 시리즈의 명실상부한 주인공. 평범한 10살 짜리 꼬마였으나 우연한 계기로 우주 최고의 무기인 옴니트릭스를 손에 넣어 슈퍼 히어로로써 활약하게 된다. 사촌인 그웬돌린 테니슨과는 사이가 나쁜 듯 하면서 좋은 미묘한 관계다. 심지어는 서로 사랑에 빠지는 듯한 분위기도 연출했으나 후속작인 벤 10: 에일리언 포스에서는 그웬과 케빈이 서로 사귀는 것으로 설정이 변경되었다. 특이사항으로 광대 공포증(coulrophobia)이 있으며 미국인 치고는 일본적 감각이 있어서인지 일본식 새우튀김 과 스모왕 관련 상품(카드 게임 포함)을 최고로 좋아한다.
그웬돌린 "그웬" 테니슨(Gwendolyn "Gwen" Tennyson)
성우: 메건 스미스(Meagan Smith), 애슐리 존슨
성우: 김선혜
주연: 헤일리 램, 갈라드리엘 스타인먼(Galadriel Stineman)
벤 테니슨과 생일이 같은 동갑내기 사촌.옴니트릭스를 잠깐 사용하기도 했지만 그녀의 기본능력은 뛰어난 가라테(한국에서는 태권도로 나왔다) 실력과 지혜. 나중에 이르러서는 참 캐스터에게서 빼앗은 마법책을 이용해 마법을 구사하며 벤을 도와준다. 오리지널에선 전형적인 말괄량이 캐릭터로 나왔으나 후속작에서 이미지 변화가 있었다.
맥스웰 "맥스" 테니슨(Maxwell "Max" Tennyson)
성우: 폴 아이딩(Paul Eiding)
성우: 장광
주연: 리 메이저스, 배리 코빈
벤과 그웬의 할아버지. 전직 배관공이었으며 빌객스를 우주로 보냈다.벤 10: 에일리언 포스에서는 보이드 공간에서 모습을 보이기도 한다.
케빈 이튼 레빈(Kevin Ethan Levin)
성우: 마이클 라이스, 그레그 사이프스
성우: 김정은(벤10), 엄상현(벤10 에일리언 포스, 벤10 얼티메이트 에일리언, 벤10 옴니버스)
주연 : 나단 키즈
벤의 불량친구이자 그웬의 남자친구. 오리지널에서는 뉴욕 하수도에 살고 있었으며 돌연변이로 묘사된다. 오리지널에서는 옴니트릭스의 능력을 흡수하여 케빈 11로 변해 벤과 싸우지만, 벤 10: 에일리언 포스에서는 맥스 테니슨을 대신해 벤 파티의 멤버로 등장한다. 단단한 물체에 손을 대면 신체가 해당 물체의 색으로 변하는데, 방어력은 사용자가 흡수한 물체에 따라 천차만별. 오리지널에서 보이드 공간으로 유폐되었으나 후속편에서는 멀쩡하게 재등장하여 모순점을 낳았다. 벤 10: 에일리언 포스에서는 외계인 무기를 거래하다가 돈 때문에 벤 파티에 참가했으나 이야기를 거듭하면서 조금씩 배관공의 자격을 갖추게 된다.

### 옴니트릭스 외계인(기본)
벤 10의 시리즈 초반에서 옴니트릭스로 변신이 가능했던 10가지 외계인들이다. 회가 진행될수록 변신 가능한 외계인의 숫자가 늘었다. 덧붙여서 그웬은 수퍼파워와 파이어, 다이아몬와 미니그레이로, 맥스는 업그레이드로 변신했으며 파이어, 몬스터, 미니
그레이, 다이이몬드는 벤 10: 과거로의 질주에서도 등장한다.

#### 히트블래스트 -Heatblast- (한국명: 파이어)
성우: 엄상현
종족: 파이로나이트 (Pyronite)
타입: 골렘
온 몸이 불타고 있는, 옴니트릭스의 열 번째 외계인. 벤 테니슨이 가장 처음으로 최초로 변신한 외계인이다. 파이어는 마그마보다 뜨거운 불을 발사하며 불을 타고 날아다닐 수도 있다. 엄청난 힘을 지니고 있지만 아직 옴니트릭스에 초짜였던 벤은 제대로 사용하질 못한다. 그웬도 잠깐 사용했으며 시즌 1의 12화 side effect (12화) (한국에서는 "이상한 감기증상"으로 방영)에서는 감기에 걸린 벤이 히트블래스트로 변신하자 불 대신 얼음을 사용하기도 했었다.

#### 와일드머트 -Wildmutt- (한국명: 몬스터)
성우: 디 브래들리 베이커
성우: 유호한
종족: 벌피맨서(Vulpimancer)
고향별: 벌핀(Vulpin)
타입: 비스트
신체: 짐승형
몬스터는 옴니트릭스의 두번째로 나온 짐승형 외계인이다. 눈이 보이지 않지만, 청각외 모든감각이 발달해있다. 치아가 단단하여 송곳니로 적을 물어뜯나 날카로운 앞발톱으로 적을 공격한다. 아무리 봐도 괴물의 형상을 하고 있으나 어째서인지 극중 인물들은 한결같이 "개"로 인식한다. 얼티메이트 몬스터는 모든 언어를 말할 수 있다.

#### 다이아몬드헤드 -Diamondhead- (한국명: 다이아몬드)
성우: 신용우
종족: 페트로사피엔(Petrosapien)
고향별: 페트로시아(Petrosia)
타입: 골렘
다이아몬드는 다이아몬드처럼 단단한 몸을 가진 결정화된 우주 영웅이다.
이 단단한 몸은 어설픈 공격에는 꿈쩍조차 하지 않으며, 날카로운 팔은 왠만한 것을 모두 베어버릴 수 있다.
또한 , 몸을 이용하여 악당의 빛을 이용한 공격은 모두 반사시켜 버린다.

#### 엑셀러레이트 -XLR8- (한국명: 스피드)
성우: 장주영
종족: 키네셀레란(Kineceleran)
고향별: 키넷(Kinet)
타입: 비스트맨
신체: 인간형 랩터
스피드는 바퀴 모양의 발을 가진 랩터를 닮은 외계인이다. 마찰(friction)을 자유자재로 조작하여 시속 482km(300 마일) 이상의 속력으로 달릴 수 있다. 또한 이 능력 때문에 얼음이나 진흙과 같은 단단하지 않은 땅 위와 얇은 벽 등을 자유자재로 다닐 수 있다. 특히 앞의 가면은 피부조직으로 공기저항을 줄이는 역할을 한다. 만일 이것이 없다면 스피드는 200마일에서 250마일까지 움직인다.

#### 그레이매터 -Greymatter- (한국명: 미니그레이)
성우: 장주영
종족: 갈반(Galvan)
조그마한 외계인으로 병 안에도 들어갈 정도로 작다. 키가 12cm라고 한다. 크기는 작지만, 태생적으로 IQ가 높은 갈반 종족이기 때문에 지능이 매우 높아진다. 따라서 직접적인 전투력은 전무하다시피하지만, 적의 약점을 쉽게 포착할 수 있고, 작은 몸으로 몰래 침투할 수도 있다. 그 외에도 기계 다루는 일이나 짐승 신경을 조종하기도 한다. 오히려 이 녀석은 의도했든 오류든 나오면 적어도 일을 실패하는 경우가 거의 없다.

#### 포암즈 -Fourarms- (한국명: 수퍼파워)
성우: 신용우
종족: 테트라맨드(Tetramand)
고향별: 코로스(Khoros)
타입: 비스트맨
신체: 네팔 인간형
네 개의 팔로 공격할 수 있고.손뼉을 치면 음파가 나간다.다만 단점은 힘만 믿고 무조건 달려드는 성격 때문에 두뇌 회전이 빠른 적에게 취약하다. 무거운 것들도 쉽게 들며 바닥을 때리면 금이 가면서 적에게 타격을 준다. 그웬도 벤과 볼링 대결을 할 때 사용했다. 벤이 가장 좋아하는 외계인으로 보인다.

#### 스팅크플라이 -Stinkfly- (한국명: 수퍼플라이)
성우:디 브래들리 베이커
성우: 장주영
종족: 레피돕테란 (Lepidopteran)
타입: 인섹토이드
곤충형의 옴니트릭스 외계인. 집게발과 꼬리공격 외에도 부식성 산과 생화학 독가스를 발사해 공격하기도 한다. 하지만 온몸에서 뭔가 이상한 냄새(사실 이 냄새는 스팅크플라이의 관절의 움직임을 부드럽게 해주는 분비물에서 나는 냄새임)가 난다. 눈은 2쌍이다.

#### 립죠스 -Ripjaws- (한국명: 메가죠스)
성우: 엄상현
종족: 파이시스 볼란 (Physis Bolan)
타입: 비스트맨
헤엄이 가능하며 민첩하게 이동할 수 있다. 예리한 이빨과 강화처리된 금속도 찢어버리는 발톱으로 공격한다. 강철을 물어뜯어 버릴 수 있다. 지상에서도 활동 가능하지만 어류의 특성상 수분(특히 시원한 물)을 매개로 하기 때문에 활동 범위는 제한된다.

#### 업그레이드 -Upgrade-
성우: 소연(벤10, 밴10 옴니버스), 김영선(벤10 옴니버스)
종족: 갈바닉메코모르프(Galvanicmechamorph)
고향별: 갈반B(Galvan B)
타입: 불명
신체 :기술적인 인간형
갈반족이 탄생시킨 새로운 종족으로 전체적으로 검은색과 흰색 바탕이며 갈반의 무늬가 새겨져있다.
눈으로 위력있는 전자광선을 쏠 수 있다.
보통 어떠한 기계에 자신의 몸을 이식하여 갈반의 기술을 결합시켜 다시 탄생시킨다. 맥스도 잠깐 사용했다.
특정한 목소리가 없어서 옴니트릭스로 변신한 자는 자신의 본래 목소리가 나온다.
몸이 분리되어도 다이제스트처럼 다시 하나로 뭉칠 수 있다.

#### 고스트프리크 -Ghostfreak- (한국명: 섀도우)
성우: 엄상현
종족: 엑토뉴라이트 (Ectoneurite)
타입: 언데드
기괴하게 생긴 언데드형 외계인 고스트프릭은 유령의 특성상 뭐든지 통과하며, 인간의 몸 속으로 들어가 인간을 조종할 수도 있다. 벤이 장난으로 많이 쓰곤 한다. 약점은 햇빛. 극중에는 벤10 시즌 2의 11화 Ghostfreaked Out (24화) (한국에서는 "섀도우의 공격"으로 방영) 벤의 옴니트릭스에서 봉인이 풀려 벤 파티의 적이 되고 그 자리를 캐논볼가 메우게 되지만, 나중엔 섀도우가 강렬한 태양빛에 의해 완전히 소멸하면서부터 그 찌꺼기는 옴니트릭스에 의해 분석되어 영구히 벤의 옴니트릭스 외계인이 된다.
여기서 벤이 변한 섀도우와 지-스케어의 모습이 다른걸 보게 되는데 종족특징으로 보인다.
벤 10: 에일리언 포스 편에서는 죽은 줄만 알았던 섀도우가 우주감옥에 갇혀있고 빌객스의 행성을 침공한다.
그러나 벤 10과 그의 동료들의 인해 그의 야망은 저지되고 다시 옴니트릭스에 스캔되어 옴니트릭스에 봉인했다.

### 옴니트릭스 외계인(보조)
벤 10의 두 번째 시즌부터, 벤은 DNA 샘플링(Sampling) 혹은 단순한 우연을 통해 기존의 10가지 외의 다른 형태의 외계인들로 변신이 가능해진다.

#### 캐논볼트 -Cannonbolt- (한국명: 캐논볼)
성우: 신용우
종족: 아부리안 펠라로타 (Aburian Pellarotta)
타입: 비스트맨
아부리아 행성에서 살고 있는 아부리아 펠라로타족인 캐논볼는 흰색의 피부와 검은색의 피부와 노란색의 껍데기으로 이루어져 있다. 여기서 검은색 피부는 질기고 튼튼한 반면 노란색의 껍데기는 엄청 단단하다며 매우 유연한 조직이다. 이를 이용해 몸을 둥그렇게 하여 주로 돌진형 공격과 스피드가 다니기 힘든 곳도 쉽게 갈수 있는 장점이 있다. 또 몸의 구조상 충격에 강하다. 품속에 무언가를 품고 몸을 말수 있다.

#### 와일드바인 -Wildvine- (한국명: 루트맨)
성우: 엄상현
종족: 플로라우나 (Florauna)
타입: 플랜토이드
식물형의 옴니트릭스 외계인이며,팔다리가 잘려도 다시 재생할 수 있다.신체의 일부를 길쭉하게 늘려 벽을 타거나 등의 포자를 터뜨려 적의 신체상태를 변화무쌍(수면이나 중독)하게 만드는 둥
은근히 막강한 능력들을 지녔다. 일부 개체는 과거 에즈머스의 실험실의 경비용으로 길러지기도 했었다.

#### 스피터 -Spitter-
종족: 스페로이드 (Spheroid)
벤10,000 에피소드에서 벤10,000이 변신하는 외계인으로 생김새는 마치 팔다리를 달아놓은 듯한 거대한 복어다. 입에서 물대포마냥 구토를 뿜어내는 것이 능력. 구토할 때는 위 사진처럼 몸이 풍선처럼 부풀어진다. 강력한 수압으로 구토를 뿜어 적들을 쏴 맞추는 게 주된 역할로 어찌 보면 워터 해저드의 선배격인 셈. 저 구토는 전도율이 굉장히 높아서 주로 버즈쇼크와의 연계 공격용으로 파트너를 이룬다. 스피터가 구토를 쏘면 직후 버즈쇼크로 변신해서 전기를 흘리는 방식이다.

#### 버즈쇼크 -Buzzshock-
성우: 장주영
종족: 노즈디니안 (Nosedeenian) or 메가와트 (Megawatt)
타입: 전기
건전지를 닮은 키 작은 외계인으로. 전기란 특성이 잘 활용된 녀석으로 단순히 전기를 쏘고 흡수하는 것 외에도 전기 에너지로 변해서 전선을 타고 고속 이동하거나 전자제품에 들어가서 그것을 조종할 수도 있다.

#### 아틱구아나 -Arcticguana- (한국명: 블루구아나)
성우: 엄상현
종족: 폴라 맨자딜 (Polar Manzadil)
타입: 얼음
입에서 초저온의 입김을 내뿜는 게 주된 능력으로 입김에 닿은 사물은 순식간에 얼어붙어 버리고 만다. 이 입김으로 강 하나도 통째로 얼리고 마을을 뒤덮은 용암도 순식간에 굳어버리게 할 정도다. 또한 능력답게 본인 자체도 초저온의 환경에서 버틸 수 있다. 능력 자체는 심플하지만 히트블래스트처럼 한 속성에만 모든 파워가 올인된 타입이기에 이 냉동 입김 능력 하나만으로 충분히 강한 녀석이다.

#### 벤울프(블리츠울퍼) -Benwolf-
성우: 김정은
종족: 로보안 (Loboan)
타입: 비스트맨
벤울프는 벤10 시즌 3 5화 Benwolf (31화) (한국에서는 "벤울프"으로 방영) 예날도시라는 로보안 예날두시의 DNA를 스캔해서 변신한 외계인 중 하나이다. 벤울프는 초음파 혹은 음파를 입에서
발산이 가능하고, 일부 플래시게임에는 클로 공격이 가능하며, 전투력 또한 세다. 벤울프의 종족
로보안의 고향별 루나로보는 아누르 계에 속하며, 섀도우, 즉 엑토뉴라이트 종족의 고향별인
아누르 패토스를 공전하는 위성이라고 하며, 평화롭고 조용한 행성이다. 벤울프가
맨 처음 등장하는 에피소드를 보면, 보름달이 떠있는 날에는 로보안의 전투력이 더 세진다고 추측할 수 있다.

#### 벤머미(스네어-오)Benmummy-
성우: 김기흥
종족: 테프 쿠판 (Thep Khufan)
타입: 언데드
미라의 형태를 하고 있는 언데드형 옴니트릭스 외계인 벤머미는 아누르 쿠포스(Anur khufos)의 행성 출신 종족인 텝 쿠펀(Thep khufan)족으로 온몸이 붕대로 이루어져 있다. 벤과 싸우는 도중 옴니트릭스를 만지자 프라이머스에서 저장되어 있던 유전정보가 옴니트릭스에 스캔이 되어 사용하게 된다. 온몸을 감은 붕대를 이용해 무기로 사용하는데, 또 위험을 피하는데에도 사용된다. 재생능력이 뛰어나고 신체능력을 강화할 수 있고 우주에서도 생활이 가능하지만 몸을 구성하는게 붕대다 보니 쉽게 풀릴 염려가 있고, 몸이 가볍다는 약점이 있어서 바람이 많은 곳에서는 생활하지 못한다.
그리고 벤 울프,벤 빅터와 함께 1회만 나온 단역 외계인 중 하나이다.

#### 벤빅터(프랑켄스트라이크) -Benvicktor- (한국명: 일렉트로 마그네틱 가이)
성우: 신용우
종족: 트렌실리안 (Transylian)
타입: 골렘
벤 10 시즌 3 12화 Be Afraid of the Dark (38화) (한국에서는 "다시 만난 적" 후편으로 방영)에서 빅터 박사라는 예명으로 인간으로 변장하고 있다가 섀도우를 부활시킬 때 원래의 모습으로 변한 빅터 박사가 벤의 팔을 잡고 던질 때 하필 팔을 잡은 부위가 옴니트릭스여서 빅터 박사의 DNA가 옴니트릭스에 샘플링되어 벤이 변신 할 수 있게 되었다.
변신하는 모습은 벤이 섀도우와 우주선 안에 싸울 때 변신하게 된다.
그리고 한국명은 타 외계인들보다 긴데 그 이유는 벤 빅터의 자료가 적다보니 미국판중 벤 빅터가 "일렉트로 마그네틱 바디?" 라고 말한 걸 "일렉트로 마그네틱 가이?" 로 착각해 일어난 것으로 추측한다.

#### 업척 -Upchuck-
성우: 김기흥
종족: 고르맨드 (Gormand)
타입: 비스트맨
업척은 미니그레이보다 조금 크지만 신장이 약 70~80cm으로 추정되는 옴니트릭스 외계인이다. 업척은 고철이나 쓰레기 등을 여러개의 촉수형 혀로 낚아채서 먹으며, 먹은 물질은 업척의 소화액에 의해 폭발물로 변한다. 이 폭발물의 위력은 먹은 물질의 종류에 따라 달라진다.(벤10 VS 네거티브10 에피소드에선 에너지체를 먹어서 주변을 초토화시킨 적도 있다) 벤 10 시즌 3 13화 The Visitor (39화) (한국에서는 "우주에서 온 손님"으로 방영) 에피소드에서 자일린이 옴니트릭스 비밀 코드를 알아내 업척을 스캔해주며 변신하였다. 참고로 업척은 그 후에 캐논볼, 빅 보이과 함께 벤10 에일리언포스에서도 돌아와 활약을 해준다.

#### 디토 -Ditto- (한국명: 듀플로)
성우: 신용우, 엄상현
종족:스플릭슨 (Splixson)
타입: 비스트맨
듀플로는 에일리언 포스의 에코에코와 비슷한 성질의 외계인인데 초음파를 못쓰며 에코에코보다 더 생물 같은 느낌의 외계인이다. 단 2회 출연했고 그닥 큰 활약도 없어 그냥 묻혀버린 외계인이다. 하지만 귀여운 외모로 인기는 꽤 많은편, 다 모이지 않으면 변신이 해제되지 않는다.

#### 아이 가이 -Eye Guy-
성우: 신용우
종족: 옵티코이드 (Opticoid)
박쥐같은 큰 귀가 있고 눈은 많은데 정작 얼굴엔 하나도 없다. 몸의 눈에서 기이한 힘을 내포하고 있어 필요할 경우 가슴의 커다란 눈으로 에너지를 모아 레이저를 발사하는 능력을 가졌다.

#### 웨이 빅 -Way Big- (한국명: 빅 보이)
성우: 엄상현
종족: 우주폭풍, 토쿠스타
일본 특찰물의 '울트라맨'을 쏙 빼닮은 외계인. 얼핏 주워들은 바로는 진짜 '울트라맨을 모티브로 만들었다고 한다'.
무지막지하게 큰 신장을 가졌으며, 벤10 극장판 옴니트릭스의 위기에 예전 에즈머스의 실험실에서 빌객스와의 교전시 에즈머스가 세이브시켜줌.
게임 내에선 역시 울트라맨 짝퉁답게 빔까지 쏜다고한다.
얼티메이트 에일리언 마지막 화를 보면 디아곤이 나온다.그때문에 얼티메이트 빅 보이도 작아보인다.

### 옴니트릭스 외계인(에일리언 포스)
벤 10: 에일리언 포스에서 본격적으로 등장한다.

#### 스웜프파이어 -Swampfire- (한국명: 머드파이어)
성우: 김정은
종족: 메타노시안 (Methanosian)
타입: 플랜토이드
머드파이어는 벤의 가장 강력한 외계인 영웅 중 하나다. 식물과 화염, 진흙의 속성을 갖추고 있는 옴니트릭스 외계인으로 무엇이든지 통과시켜버린다. 재생력도 뛰어나 육체적인 손상이 불가능하다. 불꽃을 쏘며 식물을 조종할 수 있다. 또 벤10 에일리언 포스에서 최초로 변신한 외계인이기도 하고 힘도 보기보다 세다.

#### 에코 에코 -Echo Echo-
성우: 디 브래들리 베이커
성우: 장주영, 홍진욱(얼티메이트 에코에코)
종족: 소노로시안 (Sonorosian)
타입: 음파
에코 에코는 몸집은 작다. 그러나 에코 에코는 극초고주파인 소닉 파장(Sonic blasts)을 이용하면 강철도 간단히 무너뜨리는 강력한 힘을 가지고 있다. 또 에코 에코는 자신의 몸을 마음대로 무한정 복제하는 듀플리케이션이 가능하다. 에코 에코는 또한 그 자신의 몸은 실리콘으로 이루어져 전기가 통하지 않는다. 에코 에코는 벤 10:에일리언 포스에서 고기를 먹고 괴물이 된 외계인에 일부러 먹혀 고기를 토해내 정상으로 돌아오게 하였다.

#### 휴먼가우소어 -Humongousaur- (한국명: 자이언트사우루스)
성우: 유호한
종족: 벡사사우리안 (Vexaurian)
타입: 비스트맨
거대한 공룡의 형태를 하고 있는 자이언트 사우루스는 60피트까지 크기를 조절할 수 있다. 원래 상태보다 커질 수는 있지만 원래 상태보다 작아질 수는 없다. 하지만 커진 상태에서 줄어드는 건 가능하다. 막강한 팔힘을 가졌다. 그 괴력이 얼마나하냐면, 폭주 시 주택 한 채를 들어 내팽개칠 정도의 무시무시한 위력을 자랑한다.얼티메이트 자이언트사우루스가 되면 팔에 건틀렛이 장착된다.

#### 제트 레이 -Jetray-
성우: 디 브래들리 베이커
성우: 장주영
종족: 에어로피비안 (Aerophibian)
타입: 비스트맨
제트 레이는 망토같이 생긴 형태에 음속의 몇배나 빠른 속도로 공기나 물을 통과해 움직일 수 있다. 또 뉴로삭 블래스트를 사용한다.
단순히 비행만 하는 것 같으나 이래 봬도 행성이 온통 물 뿐인 행성에서 살았기 때문에 물 속에서도 '립 죠스'못지 않는 수영실력을 자랑하는 등
뛰어난 수륙양용 외계인이다. '뉴로삭 블래스트'에 대해 덧붙여 설명하자면 타칭 '신경마비독 광선'이라고해서 어떤 경우엔 상대의 신체에 방사능을 쬐어 신체에 악영향을 줄수도 있다고 한다. 전투에도 유용해서 여러모로 자주 쓰이는 편. 공중전에선 오리지널 수퍼플라이는 저리가라 할 만큼 뛰어나다.

#### 빅 칠 -Big Chill- (한국명: 블루 고스트)
성우: 유호한
종족: 네크로 프리지안 (Necro Friggian)
타입: 인섹토이드
종족은 '네크로 프리지언'으로, 나방과도 같은 모습을 하고 있다. 빅 칠이나 블루 고스트란 이름에 걸맞게 대량의 냉기를 지니고 있다. 네크로 프리지언족들은 암수 구분없이 80년마다 알을 낳는다.
입에서 냉기를 내뿜거나 영하의 신체로 상대의 몸을 통과하여 상대방의 몸을 얼리는 전술을 사용한다. 벤10 얼티메이트 에일리언에서 얼티메이트되는 외계인 6명 중 하나

#### 크로마스톤 -Chromastone- (한국명: 레이저 크리스탈)
성우: 홍진욱
종족: 모르오테시, 페트로피아(다이아몬드 종족의 고향행성)의 수호자 크리스탈 사피엔 (Crystal Sapien)
타입: 골렘
몸 전체가 크리스탈로 이루어져 있는 외계인. 육체는 실리콘물질로 파괴가 거의 불가능했으나, 나중에 빌객스가 파괴하고 다시 다이아몬드가 되며 영원히는 아니고 프라이머스에서 잠들어버린다. 전기를 흡수하여 그 에너지를 레이저나 감마선으로 바꿔 무기로 사용한다. 그러나 빌객스의 복수 후편에서 완전히 망가지고 대신 다이아몬드가 등장한다. 이는 레이저 크리스탈을 좋아하는 사람들에게는 큰 충격을 주었다.
에일리언 포스 페트로피아 행성 복구편에서 다시 등장하여 빌객스에게 파괴당한 페트로피아를 복구시킨다. 그 후로는 얼티메이트 에일리언 시리즈에서 다시 나온다.

#### 브레인스톰 -Brainstorm-
성우: 디 브래들리 베이커
성우: 김정은
종족: 세레브로 크러스타시안 (Cerebro Crustacean)
타입: 비스트
게의 형태를 하고 있는 옴니트릭스 외계인. 처음 등장시 벤에게 '집게달린 햄버거'라 칭해진 외계인이다. 생각을 하면 뇌에서 강력한 자기장이 발산된다. 전투용으로는 그리 많이 쓰이지 않는다. 대신 지능이 매우 우수하기 때문에 그런 쪽으로 많이 이용된다. '갈반(에즈머스나 미니그레이)'족보다 뇌가 우수할지도?

#### 스파이더 몽키 -Spidermonkey-
성우:디 브래들리 베이커
성우: 장주영 , 김정은(얼티메이트 스파이더 몽키)
종족: 아라크네 침프 (Arachni chimp)
타입: 비스트
원숭이(또는 거미원숭이 비슷하게 생긴 스파이더 몽키는 팔다리가 6개이다.) 꼬리의 끝에서 거미줄을 발사하는데 이
거미줄은 강철보다 강하다. 벽을 잘 타는 능력과 원숭이처럼 날렵한 신체로 나무 사이를 요리조리 다니며 적의 공격을 쉽게 피한다. 알고보면 은근히 힘이 세다.

#### 구프 -Goop- (한국명: 다이제스트)
성우: 장주영
종족: 폴리모르프 (Polymorph)
슬라임(젤리)형 옴니트릭스 외계인인 다이제스트는 단 하나의 세포로 구성된 200파운드(약 90 kg)의 외계인으로 뇌가 없고 몸을 원하는 모양으로 바꿀 수 있는 능력이 있으며, 이런 능력으로 적들을 교란시킨다. 음식을 소화시키는 산성을 발사하여 무기로 사용한다. 그리고 구프의 위에 있는 UFO같은 것은 반(反)중력디스크이다. 이 반중력 디스크를 이용하여 자신의 몸을 디스크 안에 숨길수 있다. 또한 디스크를 이용하여 중력의 영향을 받지 않아서 모습을 바꿀 수 있다. 다이제스트의 종족인 폴리모르프(Polymorph)는 다른 종족들이 도저히 살 수가 없어서 이미 멸망한 행성을 자신들만의 행성을 삼아서 적응해 살 정도로, 적응력이 매우 뛰어나다. 지구의 중력은 너무 강해서 이 디스크를 사용해 중력의 영향을 무시한다. 다만 달이나 수성 같이 조그마한 행성이나 작은 위성에서는 필요가 없다.

#### 에일리언 X -Alien X-
성우:디 브래들리 베이커(Dee Bradely Baker)
성우: 장주영(세레나) , 김정은 or 홍진욱(벨리커스)
종족: 창조의 용광로, 셀레스티알 사피엔 (Celestyal Sapien)
에일리언 X는 피부가 우주처럼 되어 있으며 매우 단단하다. 손은 검으며 발가락은 없고 눈동자는 초록색이다. 벤이 가지고 있는 가장 강력한 외계인이며 우주에서 가장 강력한 외계인이다. 하지만 에일리언 X의 힘을 이용하기 위해서는 두 인격과 벤의 마음이 하나가 되어야 힘을 쓸수있다. 하지만 그럴 일이 거의 없어 가만히 서있기만 한다. 에일리언 X는 시공간을 워프할만큼 강력하다. 파괴된 은하계와 우주를 재창조할만큼 강력한 힘을 가지고 있다. 하지만 에일리언 X는 오시모시안들에게 힘을 빼앗길 수 있다. 에일리언 X는 폴지 오브 크리에이션 (창조의 용광로)에 살고 있다. 모든 생명체들이 볼 수 없고 찾을 수도 없는 비밀의 장소이다. 하지만 맵 오브 인피니티(영원의 지도)를 가진사람은 들어갈 수 있다.

#### 로드스타 -Lodestar-
성우: 홍진욱
종족: 바이오소보티안 (Biosovortian)
로드스타는 머리와 몸이 떨어져 있는 자기력 에너지가 흐르는 외계인이다. 그의 능력은 자기장 에너지를 이용하여 철로 형성된 물체를 끌어당기거나 던져버리는 것. 어느 행성의 두 종족이 전쟁을 할 때에 휴먼가우소어로 변신하려고 하다 로드스타로 변신되었다.
자기장 능력을 이용하여 거대한 로봇이나 외계무기를 파괴하는 응용 능력을 쓸수도 있다. 참고로 시즌2 마지막에서 홀로그램만 보여지다 시즌3 5편에서 등장.

#### 라스 -Rath-
성우: 유호한
종족: 아포플렉시안 (Appoplexian)
호랑이 수인형 외계인으로, 벤10 시리즈의 변신 외계인들 중 최고의 개그 캐릭터다. 빼도박도 못한 울버린. 휴먼가우소어나 포암즈처럼 괴력이 주 무기인 외계인으로 탄탄한 몸에서 뿜어져 나오는 압도적인 힘에 덩치와 달리 상당한 민첩성을 겸하고 있기에 이것을 이용해서 적들과 싸운다. 또 다른 무기로는 양 손등에 난 검은색의 클로가 있는데, 이 클로들은 평소엔 짧게 붙어 있다가 전투 시에 길게 늘어나서 단단한 물체를 찢어버리거나 적을 공격하는 용도로 쓰인다. 우주선 바닥을 종잇장 찢듯이 찢어버리는 걸 보면 그 강도와 예리함 역시 상당한 모양이다.

#### 나노메크 -Nanomech-(한국명: 나노멕)
성우: 엄상현
종족: 나노칩 (Nanochips)
타입: 메카노이드
벤10:얼티메이트 외계인에서도 등장.
쥐보다도 작은 체구로 어떤 좁은 구멍이라도 쉽게 통과하며, 심지어는 그 상태에서 크기를 더 줄일 수가 있다.
'자이언트사우르스'와는 반대되는 능력으로, 빔을 발사하는 능력도 있으나 크기 관계상 별 쓸모는 없는 듯 하다.
벤10 극장판 에일리언 스웜(실사판 영화)에서 1회 출연후 3번째 후속작인 "얼티메이트 에일리언"에서 등장한다

### 옴니트릭스 외계인(얼티메이트 에일리언)

#### 워터 해저드 -Water Hazard-
성우: 신용우
붉은 갑각외피를 두른 모습을 하고 있다. 손바닥 구멍에서 고수압의 물대포를 쏘는 능력이 있으며 전신을 두른 갑각의 방어력이 매우 높다. 아그레고의 말에 의하면 어떤 물리적 타격에도 고통을 느끼지 않는다고 한다. 단, 에너지 공격에는 타격을 입는다는 듯하다. 또한 아예 물 자체를 워터 토네이도나 물 폭발 등의 다양한 형태로 구사하거나 조종하는 능력도 있다고 한다. 일반적으로는 시원한 물을 뿜어내지만 물의 온도를 조종해서 뜨거운 물을 발사할 수도 있다고(⋯) 한다.

#### 테라스핀 - Terraspin -
성우: 홍진욱
영락없는 선풍기+거북. 거기다 팔은 부채다(...) 선풍기 날개마냥 고속 회전시켜 바람을 생성하는 능력을 가지고 있다. 바람은 매우 강력해서 테라스핀을 위에서 덮친 적들을 토네이도마냥 붕붕 날려버릴 정도. 바람의 방향을 조절해서 적을 날리거나 중요한 물건을 자기쪽으로 끌어오는 등 상당히 유용한 능력이다. 저 상태로 UFO처럼 날아다닐 수도 있다! 거북이답게 껍질의 방어력도 우수한 편이다. 국내 벤10 팬들 사이에선 생김새와 색 때문에 연근거북이라고 불리는 모양.

#### 엔아르지 - NRG -
성우: 홍진욱
오븐처럼 생긴 금속 슈트를 입고 있는 게 가장 큰 특징. 헬멧 부분의 저 환풍구로만 볼수 있다. 또한 저 금속 슈트는 엄청나게 단단해서 우주에서 가장 단단하다는 테이데나이트로만 상처를 입힐 수 있다. 에너지 빔은 너무 뜨거워서 웬만한 바위나 금속 등도 순식간에 녹여버릴 수 있을 정도이다. 또한 금속 슈트를 달궈서 그대로 적을 붙잡고 고문하기도(...) 금속 슈트의 단단함 덕분에 방어력도 높다. 또 지표면을 고열로 녹여 용암으로 만들 수도 있다.
아마도 열을 다루는 외계인인듯 하다. 히트블래스트와는 다를지도? 사실 이 외계인의 정체는 살아있는 방사능 에너지 기반의 생명체, 초고열 에너지 빔이나 슈트를 뜨겁게 달굴수 있는 것도 모두 체내 핵융합으로 만들어낸 방사능을 통한 능력들이다!장착한 금속 슈트는 원래 범죄자인 판도르가 방사능으로 주변에 피해를 입히지 못하도록 하는 구속복이었는데, 얼티매트릭스가 DNA를 스캔하면서 슈트도 그대로 복제됐다. 정확히 말하자면 NRG가 발산해내는 막강한 방사능이 주위에 해를 끼치지 않게 하기 위해 얼티매트릭스 시스템 내에서 마련한 안전 장치인 셈.

#### 아머드릴로 -Armodrillo- (한국명: 아르마딜로)
성우: 유호한
팔에 거대한 잭해머가 장착된 노란 아르마딜로처럼 생긴 녀석. 엄청난 괴력의 외계인으로 포암즈나 휴먼가우소어 못지않게 덩치빨로 활약하는 녀석. 하지만 진짜 능력은 저 팔에 있는데, 위 사진처럼 팔꿈치의 피스톤을 고속 진동시켜 드릴마냥 땅을 팔수 있다. 아머드릴로는 이걸 이용해서 거대한 덩치에도 땅속을 두더지처럼 자유자재로 파고 다닐수 있으며 전신의 노란 아머도 방어력이 상당해서 아머드릴로를 땅 속에서 보호해준다. 지각 변동을 일으킬 수도 있다. 원거리에 구덩이를 만든다던지 바위를 솟아오르게 하거나 지진을 일으킬 수도 있는 모양.

#### 엠피비언 - AmpFibian-
성우: 엄상현
4개의 촉수 팔을 가진 해파리의 형태를 하고 있다. 버즈쇼크처럼 스스로 전기가 되어 전자 기기나 전선에 흘러 들어가거나 유령처럼 물체를 통과할 수도 있다. 버즈쇼크처럼 스스로 전기가 되어 전자 기기나 전선에 흘러 들어가거나 유령처럼 물체를 통과할 수도 있으며 관절이 없어 몸을 비정상적으로 꺾을 수도 있는 모양이다. 원리는 불명이나 평소에 걷지 않고 허공에 둥둥 떠서 다닌다. 그리고 벤은 아직 방법을 모르지만 생물의 뇌에서 발생하는 생체 전기 파장을 읽어서 텔레파시나 독심술을 쓸 수도 있다고도 한다. 해파리인지라 기본적으로 수영과 수중 활동도 가능하다.

#### 패스트트랙 - Fasttrack- (한국명: 블루썬더)
성우: 엄상현
종족: 시트라카야 (Citrakaya)
벤 테니슨의 얼티매트릭스에 처음 추가된 DNA로 전체적인 모습은 스피드과 같은 배색의 수인형 외계인이다. 좀 더 간단하게 표현하자면 스피드 포유류 버전. 스피드처럼 초고속능력을 보유하고 있어서 엄청난 속도로 질주해서 도주하는 적을 잡거나 위험한 대상에게서 동료들을 빠르게 탈출시키는 것이 주된 목적. 다른 점이라면 패스트트랙은 신체능력이 전반적으로 스피드보다 더 우수해서 적들과의 직접적인 육탄전에서 더 강하다. 스피드가 가속을 이용한 타격을 주요 기술로 쓴다면 패스트트랙은 본래부터 힘이 상당해서 무거운 물건을 들어 던지거나 다수의 동료를 혼자 데리고 빠르게 이동하는 등이 가능하단 것. 또한 다리 구조상 달리는 것에만 취중된 스피드과 달리 이 녀석은 얼마든지 높은 곳을 점프해서 다니는 것도 가능하다. 한마디로 스피드과 크래쉬호퍼의 스펙을 반씩 합치면 이놈이 탄생한다는 느낌?

#### 클락워크 - Clockwork- (한국명: 메탈타이머)
성우: 유호한
종족: 크로노사피엔 (Chronosapiens)
힘은 이름이나 생김새에서 이미 다들 예측했겠듯이 시간을 다루는 것. 몸 자체는 땅딸막해서 신체적인 격투엔 부적합하지만 가슴의 코어에서 시간을 가속시키는 광선을 발사해서 맞은 대상을 잿더미로 만들어버리거나 머리 위의 태엽이 빙글빙글 돌아가면서 클락워크가 서있는 장소에 있었던 과거의 일을 입체 영상처럼 보여주는 등 굉장히 강력한 능력들을 지녔다.

#### 카멜리언 - ChamAlien - (한국명: 오버킹)
성우: 신용우
종족: 메를리니사피엔 (Merlinisapiens)
보라색 도마뱀처럼 생긴 외계인으로, 이것까지는 평범한 디자인이지만 이 녀석에게서 주목할 외형은 바로 눈. 얼굴의 검은 부분에 있는 저 RGB 색상의 삼각형 3개의 정체가 바로 카멜리언의 눈이다. 능력은 보호색. 모티브가 된 동물인 카멜레온처럼 어떤 장소에서든 다른 이들의 눈에 안 보일 수준으로 뛰어난 보호색을 써서 위장할 수 있다...지만 말만 보호색이지, 애니메이션에서의 묘사를 보면 거의 투명화에 더 가까운듯 하다.
도마뱀과 도롱뇽처럼 몸이 매우 미끌거리고 유연하며, 벽을 타는 데에도 능하기 때문에 보호색 능력과 이런 특성들이 결합되어 잠복에 있어서 뛰어난 외계인으로 인정받는다. 다른 외계인들처럼 거창한 공격형 능력은 없지만 꼬리 끝에 길고 뾰족한 침을 감추고 있어 이것으로 적을 공격할 수 있는 모양.

#### 이틀 - Eatle- (한국명: 빅혼)
성우: 김정은
풍뎅이 외계인이라지만 얼에 시절의 모습은 로봇형의 상어 인간(...) 업척처럼 먹어서 능력이 발동되는 방식으로 이쪽은 먹으면 저 긴 뿔의 녹색 슬롯에서 레이저 빔을 쏠 수 있다. 또한 힘도 센데다 풍뎅이답게 방어력도 꽤 높다. 캡틴 네메시스의 레이저를 맞고도 버틸 정도.업척과는 달리 유기체 음식을 먹을 수 없단 언급이 딱히 없어서 얘는 가능할지도 모른다. 옴니버스까지 온 지금까지도 철판 뜯어먹는게 다지만(...)
업척과 능력이 중복된다는 의견이 많은데 굳이 다른 점이라면 그냥 꿀꺽 삼키는 업척과 달리 이틀은 와포루같은 강철 턱으로 마구 씹어먹는단 점 정도?

#### 주리 리그 - Jury Rigg - (한국명: 레드킬)
성우: 장우영
그렘린, 옴니버스에서 녹색 파일럿 슈트를 입은 것도 이 때문이다. 기계를 본능적으로 조작하고 해체하는 능력을 가졌는데 이게 말 그대로 본능적인 현상이라 단순히 지식으로 기계를 손보는 그레이 매터와는 비교가 안될 정도다. 초대형 광선포를 눈 깜짝할 사이에 해체해버릴 수준이니⋯.

### 옴니트릭스 -Omnitrix-
옴니트릭스는 외계인의 DNA와 사용자가 가진 고유의 DNA를 결합시켜 주인공인 벤이 다양한 외계인으로 변신을 하게 해주는 시계 형태의 기계이다.(극중에는 그웬(포암즈, 다이아몬드헤드, 히트블래스트, 그레이매터)과 맥스(업그레이드)도 잠깐 사용했었다.) 어느 정도의 시간이 지나면 주인의 DNA를 흡수하여 빠지지 않는 것으로 보인다. 외계인으로의 변신은 옴니트릭스의 컨트롤 다이얼을 해제, 회전시켜 원하는 형태의 외계인의 그림자를 고른 후에 컨트롤 다이얼을 누르면 이뤄진다.(옴니트릭스에 내장된 외계인의 DNA는 원래 주인의 인격을 어느 정도 포함하는 것으로 보인다. 첫 번째 에피소드에서 외계인으로 변신했을 때의 기분이 어떠냐는 그웬의 질문에 벤은 "처음엔 무섭기도 하고,기분이 좀 이상했어.딴 사람이 된 것 같았거든."이라고 답한다. 또한 고스트프리크가 옴니트릭스에서 탈출하는 것도 이와 같은 맥락에서 설명 가능하다.) 옴니트릭스는 본래 애즈머스 박사가 "다른 사람과 입장을 바꿔보기"라는 것을 실제로 우주의 사람들이 할 수 있게 하려는 목적으로 만들었다. 그러나 대부분의 사람은 옴니트릭스의 능력을 강력한 무기로 이용될 수 있는 것으로 보았고 특히나 빌객스 같은 악역들은 옴니트릭스가 우주에서 가장 강력한 무기가 될 것이라고 주장했다. 이러한 이유로 사람들이 옴니트릭스를 오용할 것을 두려워한 애즈머스 박사는 옴니트릭스를 이용하는 사람들이 그것의 모든 힘을 얻지 못하게 하기 위해 여러 가지 보호 수단을 만들어놓는다. 이러한 보호 수단에는 여러 가지가 있는데, 첫 번째는 여러 가지 외계인들 중에서 컨트롤 다이얼에서 선택된 한 종류의 외계인으로만 변신할 수 있게 한 것. 두 번째는 변신한 지 10분이 지나면 자동으로 변신이 풀리게 한 것. 세 번째는 10가지 종류의 외계인만 이용 가능하게 한 것. 네 번째는 자기 파괴 매커니즘이다. 그러나 이러한 보호 수단들은 옴니트릭스의 마스터 컨트롤이 해제되면서 무용지물이 되고, 벤은 자신의 의지대로 원하는 외계인으로 변신이 가능해지며 제한시간도 사라지게 된다. 하지만 다시 조합을 바꾸는 바람에 단 2번의 에피소드에서만 나타나는 것으로 그쳐버린다.(극중에서 벤이 컨트롤 다이얼을 가지고 조작을 해보다가 우연히 풀리게 된다.) 그리고 벤의 옴니트릭스는 외계인의 DNA를 전송하는 장치일 뿐, DNA는 애즈머스 박사가 만들어낸 인공 행성인 프라이머스에 1,000,903종의 DNA를 보관·저장한다. 그 DNA는 코돈 스트림이라는 초록색 물질에 모두 저장되어 있다. 또 주위 모든 언어를 지구어(영어)로 (한국판에서는 모두 한국어로)번역하고, 또 배관공 뱃지도 같은 기능을 한다. 우주 최강의 무기 중 하나다. 옴니트릭스와 큐브이다.
부가설명: 큐브는 그 앞에 있는 사람으로 변신할 수 있다.
EX) 벤10 에일리언 포스에서 그웬이 마법으로 된 원반을 던졌지만 완전히 똑같게는 재현 못했지만 비슷한 물질을 던졌다.

### 서브 캐릭터
테트락스(Tetrax Shard) (한국명테트렉스)
종족은 페트로사피엔스족이고 벤의 옴니트릭스에 있는 다이아몬드와 같은 종족이다.
한국 방영시 매우 인기가 많던 캐릭터이다

### 배관공
나쁜 짓을 일삼는 외계인들을 단속하기 위해 세워진 비밀 조직.

### 악당
저마다 동기는 다르지만, 공통적으로 벤이 가지고 있는 옴니트릭스를 노리고 있는 경우가 많다.

#### 빌객스 일당
빌객스
사이폰

#### 고스트프리크 (섀도우) 일당
고스트프리크 (섀도우) (Zs'Skayr)
빅터 박사(Dr. Victor)
테프 쿠판종족
루나 로보종족

#### 네거티브 텐 (The Negative 10)
원래는 모두 따로 출현했고 서로 관계없는, 게다가 빌객스 같은 외계 악역들과도 전혀 관계없는 악역들이었으나 시즌 4의 마지막 에피소드에서 포레버 나이츠와 임시 연합, 벤 파티를 무찌르기 위해 싸운다. 그러나 내분이 일어나 어이없이 자멸한다.
애니모 박사
지금으로부터 5년 전 원래는 생물학자였던 매드 사이언티스트. 빌객스와는 별도로 벤의 옴니트릭스를 생물학에 쓰려고 함.
참캐스터
서커스 괴물들 3총사
몽몽 박사
버그맨
로조

### 극장판
엘레나 밸리더스(Elena Validus)
주연: 얼리사 디애즈(Alyssa Diaz)
빅터 밸리더스(Victor Validus)

## 그 외
지금은 자주 안 하지만 예전에는 카툰 네트워크 코리아 광고에서 틴 타이탄의 비스트보이와 변신술 대결을 벌이는 광고가 심심치 않게 나왔다.

## 극장판
- 벤 10: 옴니트릭스의 위기
- 벤 10: 과거로의 질주
- 벤 10: 디스트로이 에일리언
- 벤 10: 에일리언 스웜